# Шарль Барб'є
Ніколя-Шарль-Марі Барб'є де ла Сер (фр. Nicolas-Charles-Marie Barbier de La Serre, 1767-1841) — французький військовий, винахідник так званої «нічної абетки».

## Біографія
Уродженець департаменту Нор, служив в армії в часи абсолютизму, отримавши чин капітана артилерії; під час революції 1789—1794 років емігрував і повернувся до Франції за часів Першої імперії. В армії займався проблемами шифрування повідомлень, та за запитом Наполеона в 1808 році розробив так звану «нічну абетку» — спосіб кодування повідомлень, який дозволяв їх одержувачам читати тексти повідомлень «наосліп» — в темряві й безшумно.
У 1820 році Барб'є звернувся до директора паризької Національної школи для сліпих дітей Гійє з пропозицією продемонструвати «нічну абетку» для учнів школи, але Гійє поставився до пропозиції Барб'є вельми прохолодно. На наступний рік Барб'є звернувся з тією ж пропозицією до наступного директору школи — Пінье, який поставився до пропозиції винахідника більш прихильно. Барб'є виступив перед учнями й запропонував їм використовувати для спілкування аркуші паперу з написами, виконаними нічною азбукою. Учні сприйняли абетку Барб'є дуже добре, оскільки використовувалася ними система запису Гаюї була набагато складнішою для використання, ніж прості візерунки з точок. Барб'є також передбачив інструменти для запису текстів сліпими — спеціальну дошку для письма і гострий інструмент для нанесення точок.
Серед учасників презентації був 12-річний Луї Брайль, який визнав абетку Барб'є дуже перспективною і вніс ряд пропозицій щодо її модифікації, зокрема, запропонував скоротити матрицю Барб'є розміром 6 × 6 рядів до 6 точок в 2 ряду, щоб легше сприймати запис. Барб'є поставився неприязно до ідеї 12-річного хлопчика і відхилив його пропозиції. А через 3 роки Луї Брайль розробив власний рельєфно-крапковий шрифт, який отримав велике поширення в світі.
Барб'є помер у 1841 році, похований на кладовищі Пер-Лашез (53 ділянка).

## Нічна абетка
Система кодування Барб'є являла собою квадрат Полібія, в якому кожен звук французької мови, включаючи дифтонги і трифтонги, зображується двозначним кодом, характеризує його місце в таблиці.
| 1 | 2  | 3   | 4   | 5   | 6   |     |
| - | -- | --- | --- | --- | --- | --- |
| 1 | a  | i   | o   | u   | é   | è   |
| 2 | an | in  | on  | un  | eu  | ou  |
| 3 | b  | d   | g   | j   | v   | z   |
| 4 | p  | t   | q   | ch  | f   | s   |
| 5 | l  | m   | n   | r   | gn  | ll  |
| 6 | oi | oin | ian | ien | ion | ieu |

Система Барб'є, незважаючи на свою зручність, володіла тим не менш рядом недоліків:
- побудована на фонетичній основі, що ускладнює облік правил орфографії;
- в ній відсутні комбінації для розділових знаків, цифр, нот, математичних символів і т. д.;
- великий розмір сітки незручний для дотикального сприйняття.